# Jeziorki (powiat leszczyński)
Jeziorki – wieś w Polsce położona w województwie wielkopolskim, w powiecie leszczyńskim, w gminie Osieczna.
W latach 1975–1998 miejscowość należała administracyjnie do województwa leszczyńskiego.
Zobacz też: Jeziorki, Jeziorki Kosztowskie, Jeziorki Wielkie, Jeziorki Zabartowskie